# NGC 4988
NGC 4988 est une galaxie lenticulaire située dans la constellation du Centaure. Sa vitesse par rapport au fond diffus cosmologique est de 2 362 ± 46 km/s, ce qui correspond à une distance de Hubble de 34,8 ± 2,5 Mpc (∼114 millions d'al). NGC 4988 a été découverte par l'astronome  britannique John Herschel en 1834.